# MIG/MAG-lassen

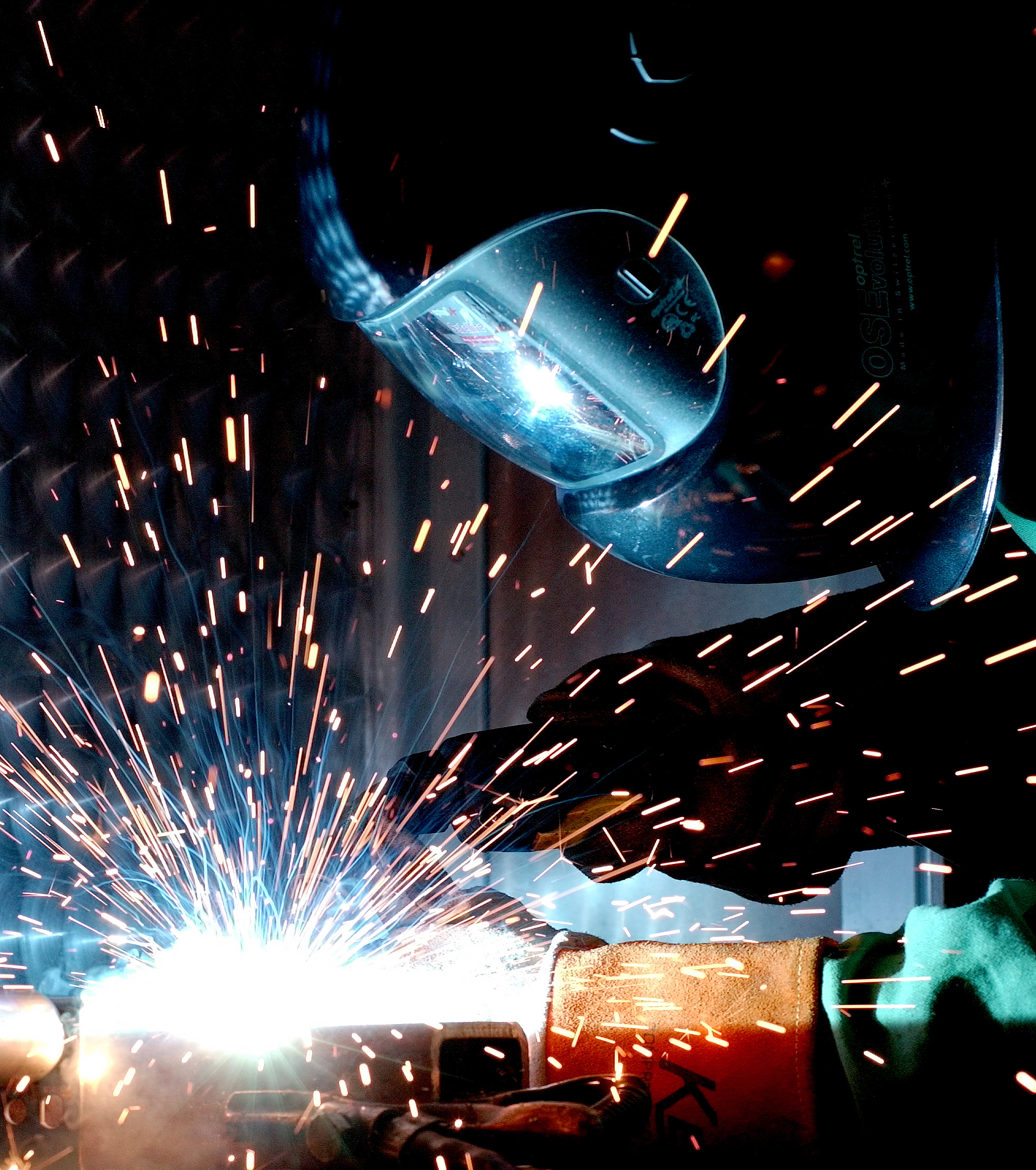
MIG-lassen

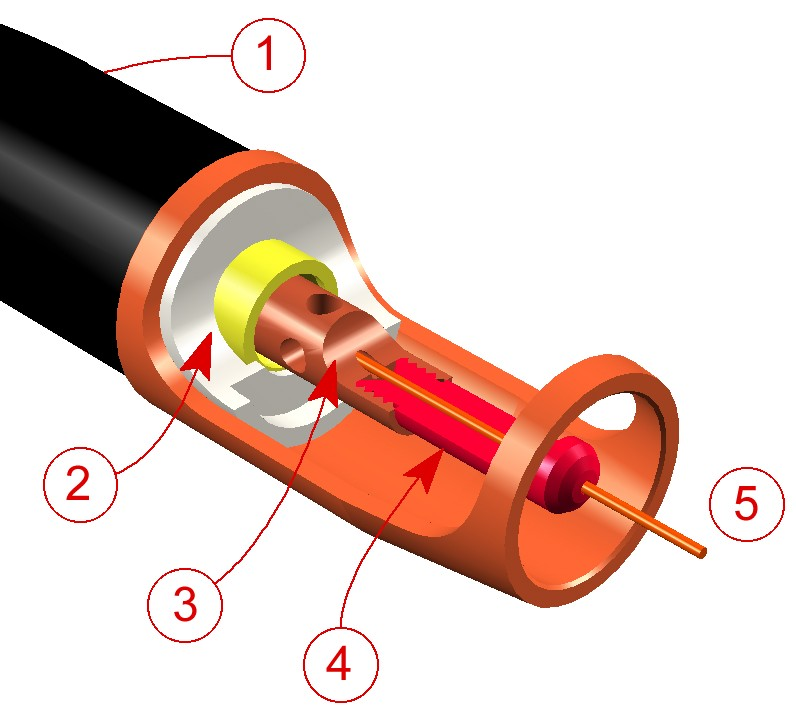
Een opengewerkte MIG-toorts: 1. omhulsel 2. isolatie 3. gas-uitlaat 4. draadgeleider 5. lasdraad

MIG/MAG-lassen is een specifieke lastechniek. De naam is een afkorting en staat voor Metal Inert Gas / Metal Active Gas. Het zijn eigenlijk twee soorten maar omdat het enige verschil het gebruikte gas is wordt het toch als eenzelfde soort gezien.

## Kenmerken
Deze lastechniek wordt gerekend tot de categorie 'elektrisch booglassen'. Deze techniek werkt met een afsmeltende elektrode.
Bij MIG/MAG wordt een constante spanning gebruikt (een zg. vlakke of horizontale stroombronkarakteristiek), in tegenstelling tot TIG-lassen en lassen met beklede elektrode, waar een constante stroom wordt gebruikt (een vallende of verticale stroombronkarakteristiek).
MIG/MAG-lassen is tegenwoordig het meest gebruikte lasproces door zijn veelzijdigheid en snelheid. Het is zo populair wegens de mogelijkheid tot mechanisatie en robotisatie, hoge flexibiliteit en hoge neersmelt.

## Proces

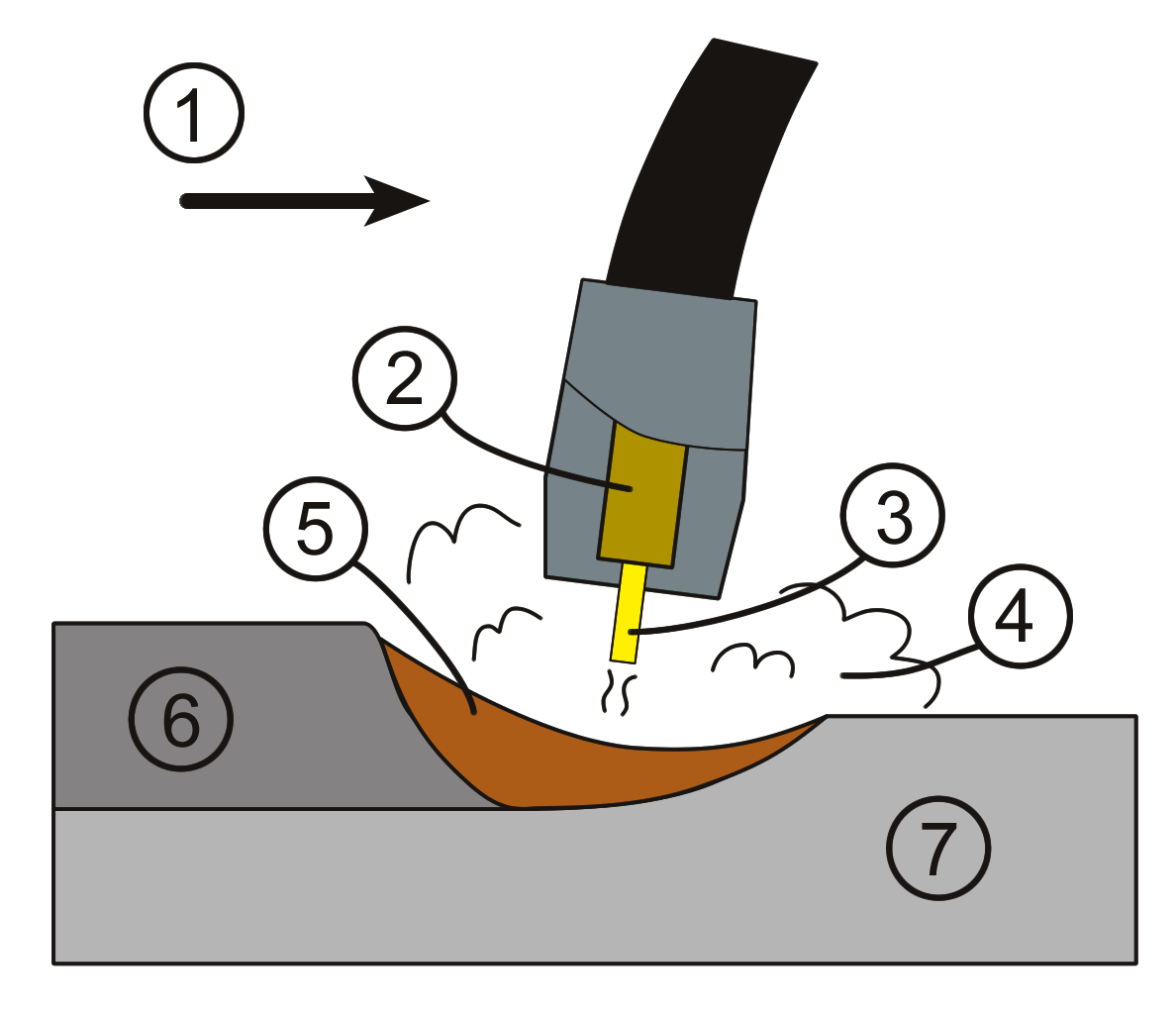
1. bewegingsrichting; 2. contacthuls / draadgeleider; 3. lasdraad: afsmeltende elektrode; 4. beschermgas; 5. smeltbad; 6. las; 7. werkstuk

Bij dit lasproces wordt tijdens het lassen continu mechanisch een draad aangevoerd. Tussen deze draad en het werkstuk wordt een plasmaboog gevormd. De draad dient enerzijds als elektrode en anderzijds smelt deze af en doet dienst als toevoegmateriaal.
Tijdens het lassen wordt het smeltbad beschermd door een beschermgas. Bij MIG-lassen gaat het om een inert gas (bijvoorbeeld argon of mengsels van argon met waterstofgas en helium); bij MAG om een actief gas (bijvoorbeeld koolstofdioxide, CO2). Een inert gas reageert niet met het smeltbad en een actief gas wel. CO2 wordt namelijk door de hitte deels ontleed in koolstof en zuurstofradicalen. Daardoor wordt de kwaliteit van de uiteindelijke las ongunstig beïnvloed door een actief gas. Vaak worden mengsels gebruikt van inerte en actieve gassen: doorgaans menggassen met argon en CO2. De reden voor het werken met actief gas is de prijs: CO2 is veel goedkoper dan argon.
Er kan op vier manieren gelast worden:
1. Kortsluitboog (short arc), bestaande uit herhaalde kortsluitingen
2. Sproeiboog (spray arc),
3. globulaire boog- of mengbooglassen (ook wel half-openboog genoemd),
4. Pulsboog (pulsed arc).

Een variant op deze lastechniek is het zogenaamde lassen met gevulde draad.

## Toepassingen
Deze lastechniek kent zeer uiteenlopende toepassingen. Hij kan zowel handmatig, semiautomatisch als volledig door een lasrobot worden uitgevoerd.

## Voor- en nadelen

### Voordelen
- Zeer universeel inzetbaar, zowel voor lassen uit de hand als automatisch.
- Goede laskwaliteit: kans op insluitsels is klein bij slepend lassen.
- Bij gebruik van CO2 (MAG) een goedkope lasmethode.
- Kan in veel posities (ook bovenhands) gebruikt worden.

### Nadelen
- Veel spatten die elders aan het werkstuk kunnen hechten, wat met name ongewenst is als het gelaste voorwerp niet nabehandeld wordt; met name bij roestvast staal. Dit is grotendeels te voorkomen met antispatspray.
- Betrekkelijk omvangrijke apparatuur en daardoor ook niet zo goed transporteerbaar, vanwege rol met lasdraad, gasfles, draadtransportmechaniek en lastransformator.
- Niet tot nauwelijks bruikbaar bij wind.